# Абрамов, Владимир Никифорович
Влади́мир Ники́форович Абра́мов (16 июня 1920, Венёв, Тульская губерния — 19 августа 1994, Севастополь) — участник Советско-финской и Великой Отечественной войн, командир 85-го отдельного штурмового инженерно-сапёрного батальона 17-й штурмовой инженерно-сапёрной бригады 61-й армии 1-го Белорусского фронта, Герой Советского Союза (1945), майор (1945).

## Биография
Родился 16 июня1920 года в городе Венев (ныне Тульская область) в семье рабочего. Русский. В 1938 году после окончания средней школы вступил в ряды Советской Армии. После окончания в 1939 году Московского военно-инженерного училища принял участие в Советско-финской войне 1939—1940 годов (с 5 января по 13 марта 1940 года).
В июне 1941 года был отправлен на фронт. В следующем году вступил в КПСС. 14 января 1945 года Абрамов, находившийся в звании капитана, командовал 85-м отдельным штурмовым инженерно-сапёрным батальоном 17-й штурмовой инженерно-сапёрной бригады 61-й армии 1-го Белорусского фронта и, несмотря на сильный вражеский огонь, сумел форсировать реку Пилица. Вслед за этим последовало преодоление заграждений противника, в результате чего Абрамов в числе первых прорвался в траншею. 27 февраля 1945 года ему было присвоено звание Героя Советского Союза.
В том же 1945 году Абрамов, будучи уже в звании майора, ушёл в запас. Перебравшись в Ногинск, он занял пост председателя городского комитета профсоюза госторговли. После окончания в 1968 году Московского Всесоюзного заочного института советской торговли занял пост директора Ногинского треста столовых. В июне 1978 года Абрамов переехал в Севастополь.

## Награды
Имеет следующие награды:
- Медаль «Золотая Звезда» Героя Советского Союза № 7550 (27.02.1945);
- Орден Ленина № 50196 (27.02.1945);
- Орден Красного Знамени (12.07.1944);
- Два ордена Отечественной войны I степени (04.04.1945, 11.03.1985);
- Орден Отечественной войны II степени (25.03.1944);
- Два ордена Красной Звезды (13.01.1943, 22.06.1944);
- Медали.